# Erweiterter Verfall
Der Erweiterte Verfall war eine Maßnahme des deutschen Strafrechts, die in § 73d Strafgesetzbuch (StGB) geregelt wurde. Durch das Gesetz zur Reform der strafrechtlichen Vermögensabschöpfung wurden die gesonderten Regelungen des Verfalls am 1. Juli 2017 im deutschen Strafrecht insgesamt abgeschafft und mit den Regelungen der Einziehung zusammengeführt.

## Wesen der Maßnahme
Im Rahmen des so genannten Verfalls konnte ein Gericht bei besonders schweren Taten und wenn dies in der Rechtsnorm vorgesehen war, anordnen, dass Gegenstände eines Täters oder Teilnehmers an einer Straftat ins Eigentum des Staates übergehen, wenn nach den Umständen anzunehmen war, dass die Gegenstände für die abzuurteilende Straftat benutzt werden sollten oder aus dieser Tat stammen oder aus diesen erlangt wurden. Gemäß § 73a StGB konnte anstelle des Verfalls auch eine entsprechende Geldsumme aus dem Vermögen des Täters oder Teilnehmers dem Staat verfallen, wenn die Sache selbst aus rechtlichen oder tatsächlichen Gründen nicht für den Verfall geeignet war.
Der erweiterte Verfall erlaubte die Einziehung von Gegenständen auch dann, wenn sie nicht aus der abzuurteilenden Straftat, sondern aus anderen rechtswidrigen Taten stammten. Der Bundesgerichtshof stellte hohe Ansprüche an die Beweise und entschied, dass die Anordnung des erweiterten Verfalls nach § 73d StGB nur dann in Betracht komme, wenn der Tatrichter aufgrund erschöpfender Beweiserhebung und -würdigung die uneingeschränkte Überzeugung gewonnen habe, dass der Angeklagte die von der Anordnung erfassten Gegenstände aus rechtswidrigen Taten erlangt habe, ohne dass diese selbst im einzelnen festgestellt werden müssten.

## Entwicklung
Diese Regelung stieß auf Bedenken wegen des Schuldgrundsatz des Strafrechts, woraufhin das Bundesverfassungsgericht im Januar 2004 feststellte:
1. Der erweiterte Verfall (§ 73d StGB) verfolgt nicht repressiv-vergeltende, sondern präventiv-ordnende Ziele und ist daher keine dem Schuldgrundsatz unterliegende strafähnliche Maßnahme.
2. § 73d StGB verletzt die Unschuldsvermutung nicht.

Die Anordnung des erweiterten Verfalls ist daher auch vor einer rechtskräftigen Verurteilung zulässig.
Das BVerfG stellte aber auch fest, dass dem Erweiterten Verfall des § 73d StGB eine Schutzklausel fehlte, nach der Ausgleichsansprüche Dritter, insbesondere der Geschädigten der Straftaten fehle, wie sie im Verfall des § 73 StGB enthalten ist. Dies könne zum unerwünschten Ergebnis führen, dass das Opfer nicht mehr durch den Täter entschädigt werden könne, weil dessen Vermögen schon durch den Staat eingezogen wurde, bevor durch die Verurteilung die Grundlage für eine Geltendmachung des Schadensersatzes hergestellt wird. Dem kam der Gesetzgeber durch eine Änderung des StGB von 2007 nach, der § 73d StGB enthält seitdem einen Verweis auf § 73 Abs. 1 Satz 2 StGB.
2011 befasste sich der BGH erneut mit der Thematik und stellte zum Verhältnis zwischen Verfall und erweitertem Verfall fest, dass der erweiterte Verfall auch dann in Betracht kommt, wenn sich zwar die Herkunft eines Gegenstands aus einer rechtswidrigen Tat nachweisen lässt, jedoch nicht eindeutig festgestellt werden kann, ob aus der im Prozess abzuurteilenden Tat. Demnach ist der erweiterte Verfall subsidiär zum Verfall und steht nicht exklusiv daneben.

## Prozessuale Voraussetzungen
Für den erweiterten Verfall galten die Vorschriften der § 111b bis § 111n StPO entsprechend. Danach war für die förmliche Sicherstellung der Gegenstände bzw. der Geldsumme die Staatsanwaltschaft zuständig. Anordnungsbefugnis hatte der Richter, bei Gefahr im Verzuge auch die Staatsanwaltschaft und deren Ermittlungspersonen, letztere aber nur soweit es sich um bewegliche Sachen (und damit auch Geld) handelt.

## Beispiele
Beispiele für Delikte, bei denen der erweiterte Verfall in Frage kam:
- eine kriminelle und terroristische Vereinigung im Ausland gemäß § 129b StGB
- gewerbsmäßige oder bandenmäßige Geld- und Wertzeichenfälschung - § 150 StGB
- Verbreitung, Erwerb und Besitz kinderpornografischer Schriften - § 184b StGB
- (schwerer) Bandendiebstahl nach § 244 Abs. 1 Nr. 2, § 244a StGB
- gewerbs- oder bandenmäßige Bestechlichkeit und Bestechung im geschäftlichen Verkehr - § 302 StGB

Der häufigste Anwendungsfall war jedoch das Betäubungsmittelrecht gemäß § 33 BtMG. So entschied der Bundesgerichtshof im Fall eines wegen des Handels mit 16 kg Marihuana Verurteilten, dass ein Grundstück in Spanien zugunsten des dortigen Staates verfallen kann.